# Пакшин
Пакшин (пол. Pakszyn, нім. Alt Pakschin) — село в Польщі, у гміні Чернеєво Гнезненського повіту Великопольського воєводства.
Населення — 341 особа (2011).
У 1975-1998 роках село належало до Познанського воєводства.

## Демографія
Демографічна структура станом на 31 березня 2011 року:
|          | Загалом | Допрацездатний вік | Працездатний вік | Постпрацездатний вік |
| -------- | ------- | ------------------ | ---------------- | -------------------- |
| Чоловіки | 164     | 43                 | 109              | 12                   |
| Жінки    | 177     | 39                 | 108              | 30                   |
| Разом    | 341     | 82                 | 217              | 42                   |